# Франсіс Крус
Франсіс Крус (нід. Francois Croes; нар. 11 жовтня 1990, Ораньєстад, Аруба) — нідерландський футболіст, захисник клубу «Естрелья» та національної збірної Аруби.

## Клубна кар'єра
З 2008 році Франсіс Крус грає у складі арубської команди «Естрелья». У складі команди кілька разів ставав володарем Кубка Аруби.

## Виступи за збірну
Франсіс Крус у 2006—2007 роках грав у складі юнацької збірної Аруби. У 2008 році дебютував у складі національної збірної Аруби. У складі збірної грав у матчах Карибського кубка, кваліфікаційних турнірах чемпіонату світу з футболу та Золотого кубка КОНКАКАФ. На початок 2023 року зіграв у складі збірної 23 матчі, в яких забитими м'ячами не відзначився.